# El extraño dentro de la mujer
El extraño dentro de la mujer (女の中にいる他人 Onna no naka ni iru tanin?) es una película dramática japonesa de 1966 dirigida por Mikio Naruse. Está basada en la novela de 1951 The Thin Line de Edward Atiyah.

## Sinopsis
Isao y Masako Toshiro son lo que parece una pareja de clase media felizmente casada con dos hijos. Un día, Sayuri, esposa del amigo cercano Ryukichi Sugimoto, es encontrada estrangulada. Resulta que Sayuri tuvo una aventura con otro hombre. Isao, luchando con su conciencia, le confiesa a Masako que él fue el hombre con el que Sayuri tuvo una aventura y fue responsable de su muerte, aunque sin darse cuenta. Para preservar la reputación de la familia y la proteger su vida, Masako le ruega a su esposo que mantenga su aventura en secreto. Isao también le confiesa a Ryukichi, quien lo abofetea a cambio, pero se abstiene de presentar cargos contra él. Cuando Isao finalmente anuncia que se entregará a la policía, que él ve como la única forma de encontrar la paz y mantener su honor personal, Masako lo envenena con un soporífero. Su muerte está catalogada como suicidio. Tiempo después, mientras pasea por la playa con sus hijos, Masako se pregunta cómo podrá vivir con su secreto.

## Reparto
- Keiju Kobayashi como Isao Tashiro;
- Michiyo Aratama como Masako Tashiro;
- Mitsuko Kusabue como Yumiko Kato;
- Tatsuya Mihashi como Ryukichi Sugimoto;
- Akiko Wakabayashi como Sayuri Sugimoto;
- Daisuke Katō como el dueño del bar;
- Toshio Kurosawa como el barman;
- Chieko Nakakita como Chiyoko.

## Lanzamiento y legado
El extraño dentro de la mujer fue producida y distribuida por Tōhō y recibió un estreno en cines itinerantes el 25 de enero de 1966. La película fue estrenada con subtítulos en inglés en los Estados Unidos por Tōhō International en julio de 1967.
La novela de Edward Atiyah fue nuevamente adaptada para la pantalla por Claude Chabrol en Al anochecer (1971). El extraño dentro de la mujer también fue rehecha dos veces para la televisión japonesa en 1981 (nuevamente con guion de Toshirō Ide) y 2017.

## Premios
- Premio de cine de Mainichi al mejor actor de reparto para Tatsuya Mihashi.[5]